# Sandia
Sandia è un census-designated place degli Stati Uniti d'America situato nella contea di Jim Wells dello Stato del Texas.
La popolazione era di 379 persone al censimento del 2010.

## Geografia fisica
Sandia è situata a 28°01′10″N 97°52′43″W (28.019507, -97.878652).
Secondo lo United States Census Bureau, ha un'area totale di un miglio quadrato (2,6 km²).

## Società

### Evoluzione demografica
Secondo il censimento del 2000, c'erano 431 persone, 139 nuclei familiari e 106 famiglie residenti nella città. La densità di popolazione era di 445,3 persone per miglio quadrato (171,6/km²). C'erano 158 unità abitative a una densità media di 163,2 per miglio quadrato (62,9/km²). La composizione etnica della città era formata dal 75,87% di bianchi, l'1,16% di afroamericani, il 3,25% di nativi americani, lo 0,93% di asiatici, lo 0,23% di isolani del Pacifico, il 16,47% di altre razze, e il 2,09% di due o più etnie. Ispanici o latinos di qualunque razza erano il 61,25% della popolazione.
C'erano 139 nuclei familiari di cui il 35,3% aveva figli di età inferiore ai 18 anni, il 61,2% aveva coppie sposate conviventi, il 9,4% aveva un capofamiglia femmina senza marito, e il 23,7% erano non-famiglie. Il 22,3% di tutti i nuclei familiari erano individuali e il 7,9% aveva componenti con un'età di 65 anni o più che vivevano da soli. Il numero di componenti medio di un nucleo familiare era di 3,10 e quello di una famiglia era di 3,63.
La popolazione era composta dal 30,4% di persone sotto i 18 anni, il 7,9% di persone dai 18 ai 24 anni, il 27,6% di persone dai 25 ai 44 anni, il 22,7% di persone dai 45 ai 64 anni, e l'11,4% di persone di 65 anni o più. L'età media era di 35 anni. Per ogni 100 femmine c'erano 105,2 maschi. Per ogni 100 femmine dai 18 anni in giù, c'erano 109,8 maschi.
Il reddito medio di un nucleo familiare era di 41.786 dollari e quello di una famiglia era di 46.579 dollari. I maschi avevano un reddito medio di 36.319 dollari contro i 22.708 dollari delle femmine. Il reddito pro capite era di 11.516 dollari. Nessuna delle famiglie e il 3,4% della popolazione vivevano sotto la soglia di povertà, incluso il 30,4% di persone sopra i 64 anni.